# The 77s (álbum)
| Críticas profissionais | Críticas profissionais |
| Avaliações da crítica  | Avaliações da crítica  |
| Fonte                  | Avaliação              |
| ---------------------- | ---------------------- |
| Allmusic               | [ 1 ]                  |

The 77s é o auto-intitulado álbum, sendo o terceiro do The 77s em 1987, das gravadoras Exit Records e Island Records.
O álbum contem o maior hit da banda até à data, que foi "The Lust, The Flesh, The Eyes and the Pride of Life." Anos depois, a canção seria regravada pela outra banda de Michael Roe, os Lost Dogs no álbum MUTT e a banda 311 onde foi realmente "emprestado" algumas linhas da canção para um de seus próprios singles.
O álbum ficou listado no 82º lugar no livro de 2001, CCM Presents: The 100 Greatest Albums in Christian Music.

## Lista de faixas
| Lado 1 |                           |         |  |
| N.º    | Título                    | Duração |  |
| 1.     | "Do It For Love"          |         |  |
| 2.     | "I Can't Get Over It"     |         |  |
| 3.     | "What Was In That Letter" |         |  |
| 4.     | "Pearls Before Swine"     |         |  |

| Lado 2 |                                                     |         |  |
| N.º    | Título                                              | Duração |  |
| 1.     | "The Lust, The Flesh, The Eyes & The Pride of Life" |         |  |
| 2.     | "Frames Without Photographs"                        |         |  |
| 3.     | "Don't Say Goodbye"                                 |         |  |
| 4.     | "Bottom Line"                                       |         |  |
| 5.     | "I Could Laugh"                                     |         |  |

| Faixas bônus |                                                                                 |         |  |
| N.º          | Título                                                                          | Duração |  |
| 1.           | "Do It For Love" (demo)                                                         |         |  |
| 2.           | "I Can't Get Over It" (ao vivo - faixa 8 - demo)                                |         |  |
| 3.           | "What Was In That Letter" (ao vivo - faixa 8 - demo)                            |         |  |
| 4.           | "The Lust, The Flesh, The Eyes, & The Pride of Life" (ao vivo - faixa 8 - demo) |         |  |
| 5.           | "Frames Without Photographs" (ao vivo - faixa 8 - demo)                         |         |  |
| 6.           | "Don't Say Goodbye" (demo)                                                      |         |  |
| 7.           | "MT" (Mix alternativa não lançada)                                              |         |  |
| 8.           | "Don't, This Way" (versão single)                                               |         |  |